# Juan Francisco de Bonilla y Morales
Funcionario y militar indiano, bautizado en Cartago, Costa Rica, el 28 de enero de 1745 y fallecido en la misma ciudad el 19 de agosto de 1817. Casó en primeras nupcias en Cartago el 8 de diciembre de 1766 con Ana Rita Gómez de Lara y Soto-Barahona, y en segundas en la misma ciudad el 26 de diciembre de 1813 con Sinforosa Prieto y Ruiz.
En las milicias de Costa Rica alcanzó el grado de teniente coronel y llegó a ser comandante del Batallón Provincial. Fue uno de los vecinos más respetados e influyentes de la ciudad de Cartago, de la cual fue alcalde Primero en 1790, 1795, 1796, 1797 y 1815, y alcalde Segundo en 1783, 1793, 1794 y 1811.
En 1796 asumió el gobierno de Costa Rica, por haberse ausentado definitivamente de la provincia el gobernador José Vázquez y Téllez. Durante su administración hizo una visita al puerto de Caldera para inspeccionar la tropa y las defensas. Ejerció el mando hasta el 3 de abril de 1797, fecha en que lo entregó a Tomás de Acosta y Hurtado de Mendoza, nombrado Gobernador por el rey Carlos IV el 21 de abril de 1796.
A principios de 1816 estuvo interinamente a cargo del mando militar de Costa Rica, por ausencia temporal del Gobernador Juan de Dios de Ayala y Toledo.